# Venere peccatrice
Venere peccatrice (The Strange Woman) è un film del 1946 diretto da Edgar G. Ulmer e basato sul romanzo La Venere peccatrice scritto nel 1941 da Ben Ames Williams. Dramma in costume dai risvolti noir, fu il primo progetto di Hedy Lamarr al di fuori della Metro Goldwyn Meyer; l'attrice ne fu anche tra i produttori con la sua compagnia Mars Productions Inc. Per il regista Ulmer, specializzato in b-movie, fu la prima incursione in un film di budget più elevato.

## Trama

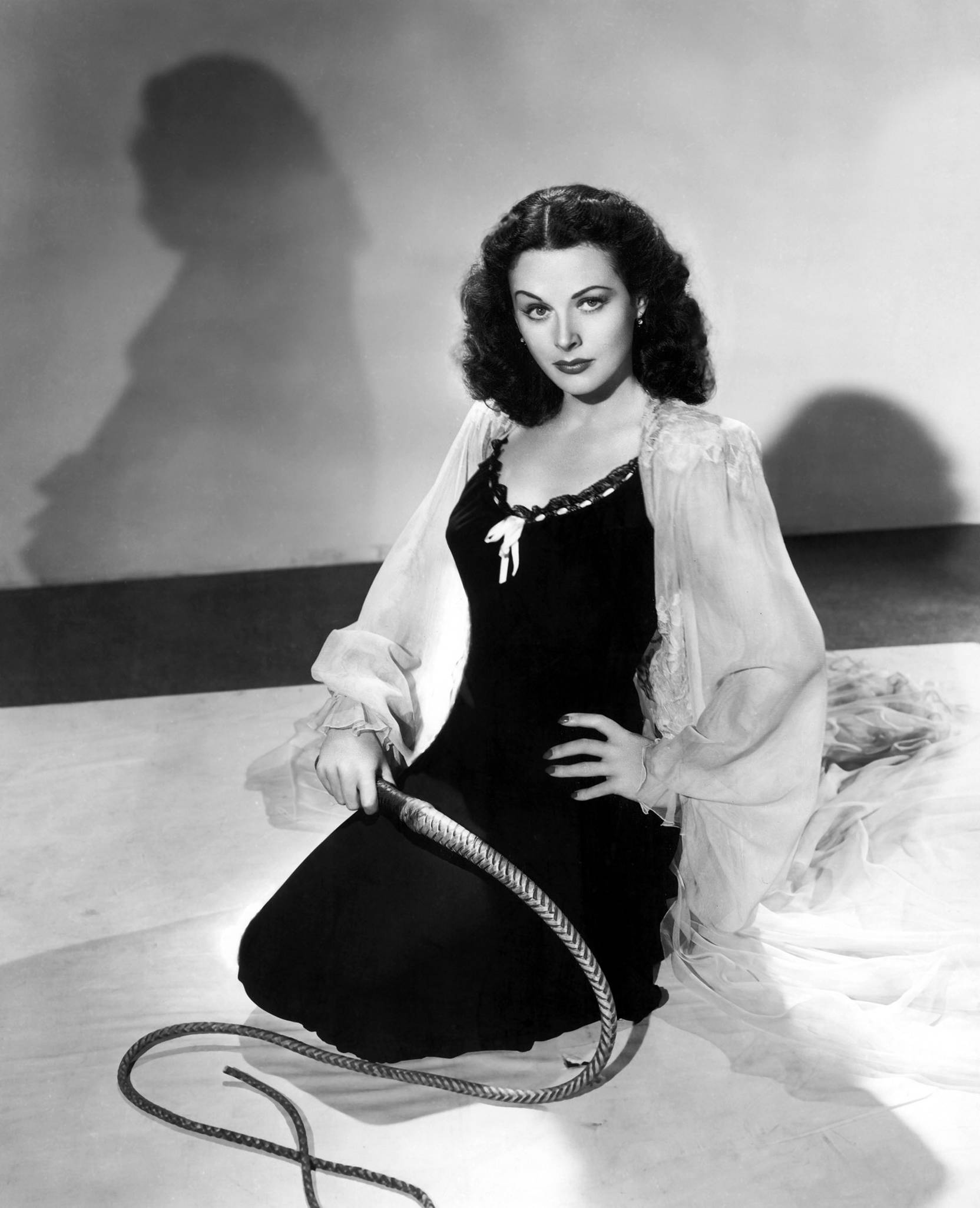
Hedy Lamarr in una foto promozionale del film

A Bangor, nel Maine del primo Ottocento, Jenny Hager è una bella ragazza senza cuore capace di manipolare chiunque. Nonostante abbia un legame con un pescatore sta facendo di tutto per sposare Isaiah Poster, l'uomo più ricco della città, il cui figlio Ephraim Poster era un suo compagno di giochi d'infanzia e con il quale inizia ugualmente una relazione. Quando erano bambini, Jenny aveva convinto Ephraim a buttarsi in acqua nonostante lui non sapesse nuotare, prendendosi poi il merito di averlo salvato. 
Tim, padre di Jenny, scopre i maneggi della ragazza e si mette a frustarla. Ne segue una colluttazione tra i due, durante la quale l'uomo viene colpito da infarto. Jenny lo lascia morire e si rifugia dai Poster.
Più avanti Jenny sposa Isaiah, che per diverso tempo continuerà a ignorare la verità sul figlio. Poco tempo dopo però Ephraim e Jenny riprendono a frequentarsi. Isaiah comincia a sospettare qualcosa, proprio quando a Bangor un gruppo di taglialegna dediti all'alcool sta tenendo in scacco la città, che non dispone di una stazione di polizia. Gli ubriaconi in particolare aggrediscono le donne, alcune delle quali finiscono uccise.
Jenny si guadagna il favore dei concittadini facendo largo uso della fortuna di Isaiah. L'uomo si ammala gravemente e Jenny si augura di rimanere vedova ma contro ogni previsione Isaiah si riprende. Morirà tuttavia poco tempo dopo, durante una traversata in barca: egli annega senza che il figlio sia in grado di aiutarlo, a causa della sua paura dell'acqua. Ephraim si dà all'alcool e in seguito verrà trovato impiccato.
Jenny concentra  quindi le sue attenzioni su John Evered, futuro sposo di Meg, figlia di un giudice e sua migliore amica. L'uomo cade facilmente nella trappola ma ben presto alcuni avvenimenti lo fanno ricredere: la donna non vuole diventare madre e durante una lite gli confessa che le accuse mossele a suo tempo da Ephraim sono vere. John si allontana ma viene raggiunto da Meg che cerca di confortarlo; in lontananza Jenny li scopre e si lancia al galoppo addosso con il suo calesse ma è proprio lei a restare vittima di un incidente mortale.

## Distribuzione
Distribuito dalla United Artists, il film uscì nelle sale cinematografiche USA il 25 ottobre 1946 e fu inaspettatamente un grande successo, con un incasso totale di 2.800.000 dollari. In seguito ne venne fatta una riedizione che fu distribuita sul mercato americano il 5 gennaio 1952.